# Lathrostizus monilicornis
Lathrostizus monilicornis là một loài tò vò trong họ Ichneumonidae.